# Schretzheim
Schretzheim (umgspr.: Schreaza) ist ein Stadtteil und eine Gemarkung der Großen Kreisstadt Dillingen an der Donau im bayerischen Regierungsbezirk Schwaben, der sich beiderseits der Egau ausbreitet und im Nordosten von Dillingen anschließt.

## Geographie
Schretzheim liegt auf 431 m ü. NHN (Katholische Pfarrkirche Maria Rosenkranzkönigin) auf der Hochterrassenebene der Donau. An seinem westlichen Ortsrand fließt die Zwerg oder der Zwergbach in die Egau.

## Geschichte
Schretzheim geht auf eine alemannische Gründung des 6./7. Jahrhunderts zurück. Am westlichen Ortsrand in der Flur Gartenäcker, auf dem linken Egauufer, wurde ein 630 Gräber umfassendes, geschlossenes Reihengräberfeld aus dieser Zeit freigelegt, was darauf schließen lässt, dass in Schretzheim seit seiner Gründung eine dorfähnliche Siedlung bestand.
Der Ort wurde 1140 erstmals als „Screheim“, 1256 als „Srezhein“ und 1258 als „Schrezhein“ genannt. Schretzheim war der Sitz eines niederen Adelsgeschlechts, das sich als „Herren von Schretzheim“ bezeichnete und zwischen 1140 und 1272 bezeugt ist. Im 13. Jahrhundert waren in Schretzheim die Grafen von Dillingen begütert, deren Besitz durch die Schenkung von Hartmann V. an das Hochstift Augsburg kam. Diese erwarben im Spätmittelalter weitere Güter und wurden zu den bestimmenden Grundherren.
1560 besaß das Hochstift bis auf einen Hof alle 13 Höfe und 47 Sölden und übte die Niedere Gerichtsbarkeit im Dorf aus. Die Hohe Gerichtsbarkeit und Landeshoheit lag beim Herzogtum Bayern, zu dem es in der Nachfolge der Grafschaft Dillingen kam. 1505 kam Schretzheim an das Fürstentum Pfalz-Neuburg. Dieses übertrug 1783 dem Hochstift Augsburg die Landeshoheit und die Hohe Gerichtsbarkeit. Schretzheim war der Sitz eines Vogtamtes des Hochstiftes, das bis 1788 dem bischöflichen Rentamt in Dillingen und ab 1789 dem hochstiftischen Pflegamt Wittislingen unterstand. Durch die Säkularisation kam Schretzheim 1802/03 mit dem Hochstift an Bayern.
Am 1. Mai 1978 wurde die Gemeinde Schretzheim mit der Gemeindegebietsreform nach Dillingen an der Donau eingemeindet. Schretzheim und Dillingen sind inzwischen baulich zusammengewachsen.

### Pfarrei Schretzheim

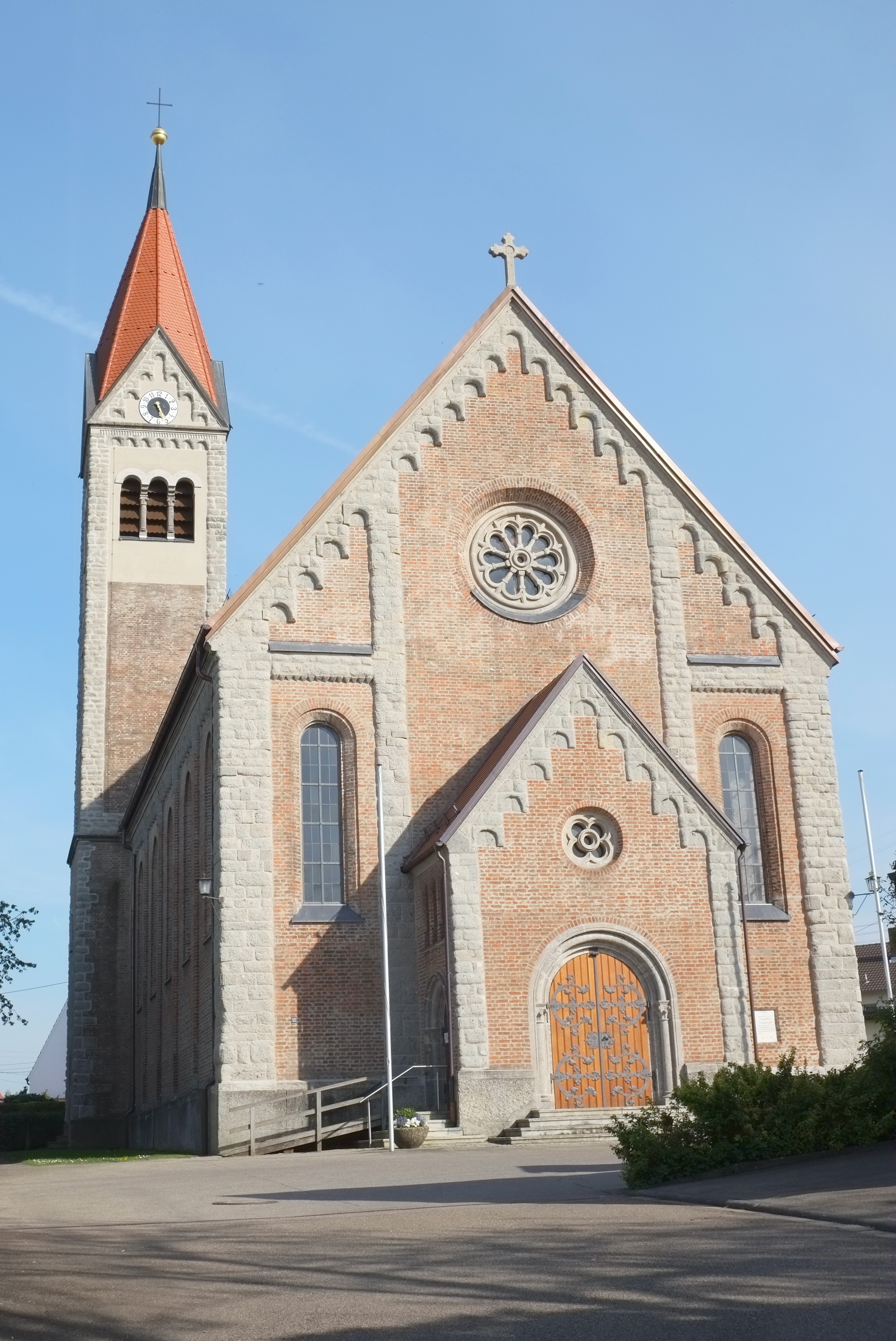
Pfarrkirche Maria Rosenkranzkönigin

Bis zur Einführung der Reformation war der nördlich der Egau gelegene Ortsteil eine eigene Pfarrei, deren Pfarrkirche dem heiligen Laurentius geweiht war. Der südlich der Egau gelegene Ortsteil gehörte zur Pfarrei in Steinheim. 1551 wurden beide Ortsteile zur Pfarrei Schretzheim zusammengeschlossen. Ab 1637 wurde Schretzheim von der Pfarrei in Donaualtheim betreut. 1879 gab es wieder eine eigene Pfarrei in Schretzheim. Nachdem die alte Laurentiuskirche abgebrochen worden war, errichtete man 1898/99 im südlichen Ortsteil die heutige Pfarrkirche Maria Rosenkranzkönigin im neoromanischen Baustil.

### Einwohnerentwicklung
Im Jahr 1812 bestand Schretzheim aus 63 und 1961 aus 168 Wohnhäusern.
| Jahr | Einwohner | Anmerkungen                    |
| ---- | --------- | ------------------------------ |
| 1840 | 467       |                                |
| 1939 | 743       |                                |
| 1950 | 1043      | darunter 240 Heimatvertriebene |
| 1961 | 971       | darunter 176 Heimatvertriebene |
| 1970 | 1144      |                                |
| 1980 | 1390      |                                |
| 1990 | 1594      |                                |
| 2000 | 2279      |                                |

### Ehemaliges Wappen
Die Wappenbeschreibung lautet: „In von Rot und Silber gespaltenem Schild ein grün bekränzter und gegürteter Wilder Mann, der über der rechten Schulter eine silberne bewurzelte grüne Linde trägt.“

## Baudenkmäler
Siehe: Liste der Baudenkmäler in Schretzheim

## Bodendenkmäler
Siehe: Liste der Bodendenkmäler in Dillingen an der Donau

## Bildung
Für die Zeit nach dem Dreißigjährigen Krieg ist eine Landschule in Schretzheim erwähnt, in der vermutlich die Mesner unterrichteten. Der Unterricht fand im Söldhaus des Lehrers statt. 1850 kaufte die Gemeinde das ehemalige, aus der zweiten Hälfte des 18. Jahrhunderts stammende bischöfliche Amtshaus und baute es zur Schule um. 1903/04 wurde ein neues Schulgebäude in der heutigen Schulstraße 11 mit zwei Schulräumen im Obergeschoss und der Lehrerwohnung und dem Gemeindezimmer im Parterre errichtet. Nach dem Bau eines eigenen Lehrerhauses wurden im Schulgebäude zwei weitere Unterrichtsräume eingerichtet. Die 1979 eingeweihte Mehrzweckhalle wird von den Schülern als Turnhalle genutzt. Die Schule ist eine Außenstelle der Grundschule Dillingen.
Im ehemaligen bischöflichen Amtshaus ist heute ein Kindergarten untergebracht, den die katholische Pfarrkirchenstiftung Maria Rosenkranzkönigin betreibt.

## Söhne der Gemeinde
- Leonhard Wiedemann (1470–1546), von 1508 bis 1546 Abt des Benediktinerklosters Ottobeuren
- Matthias Baumgartner (1865–1933), Philosophieprofessor an der Universität Breslau